# Richard Doyle

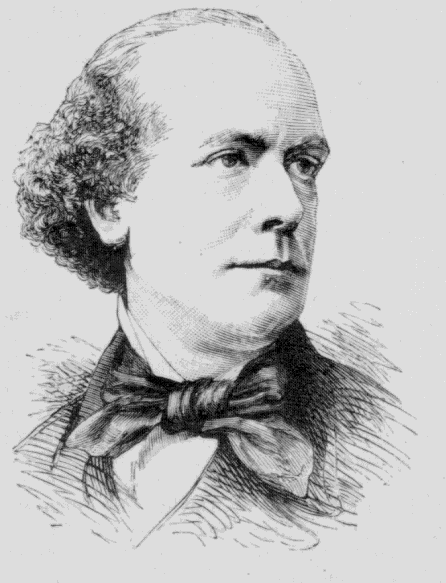
Richard Doyle

Richard "Dickie" Doyle (Londen, 18 september 1824 – aldaar, 11 december 1883) was een Engels illustrator uit het victoriaanse tijdperk.

## Leven en werk
Doyle was een van de zeven kinderen van de oorspronkelijk uit Ierland afkomstige politieke cartoonist John Doyle, die hem opleidde in zijn eigen studio. Twee van zijn broers werden eveneens kunstenaar. Hij was de oom van de latere Sherlock Holmes-schepper Arthur Conan Doyle.
Doyle legde vanaf jonge leeftijd een begaafdheid aan de dag in het tekenen van fantastische en groteske figuren en onderwerpen. Hij werd zijn hele leven gefascineerd door sprookjes.
Doyle ontwierp en tekende de omslag van het eerste nummer van het tijdschrift Punch, in 1841. In 1843 werd hij er hoofd van de illustratieafdeling en publiceerde onder andere een serie artikelen onder de naam "Manners and Customes of ye Englyshe". Als devoot katholiek trad Doyle in 1850 uit de leiding van Punch vanwege een volgens hem ‘anti-paapse’ opstelling van het blad.
Samen met John Leech en Clarkson Frederick Stanfield illustreerde hij in 1846 Charles Dickens’ kerstverhalen. In datzelfde jaar leverde hij de illustraties voor een uitgave van de sprookjes van Grimm, The Fairy Ring. Daarmee vestigde hij zijn naam als sprookjesillustrator. In 1849 illustreerde hij het sprookjesboek Fairy Tales from All Nations, samengesteld door 'Anthony R. Montalba'. In deze uitgave etaleerde hij zijn begaafdheid in het creëren van elfen, feeën en andere mythische figuren. Werken uit die tijd welke hij eveneens illustreerde, waren The Enchanted Doll door Mark Lemon (1849), The Story of Jack and the Giants (1850), en John Ruskins The King of the Golden River (1850).
Vanaf de jaren vijftig maakte Doyle veel van zijn illustraties ook in waterverf. In waterverf geïllustreerde werken zijn Thackerays The Newcomes, The King of the Golden River, en The Foreign Tour of Brown, Jones and Robinson. In Fairyland, a series of Pictures from the Elf World (1870), dat algemeen wordt beschouwd als zijn meesterwerk. Het wordt nog steeds gezien als een van de mooiste boekproducties uit het victoriaanse tijdperk, bevat zestien kleurplaten in waterverf en 36 pentekeningen van hem, bij een gedicht van William Allingham. Verschillende platen worden vandaag de dag nog gedrukt als kaart of poster.
In latere jaren schreef Andrew Lang originele sprookjes bij Doyles illustraties, steeds gedrukt in bijzondere uitgaven, gemaakt door de pionier in het drukken van geïllustreerde kinderboeken Edmund Evans.
Doyle signeerde zijn tekeningen vaak met een klein vogeltje, staande op de initialen RD, verwijzend naar zijn bijnaam "Dickie" (ontleend aan "dickie bird").

## Galerij

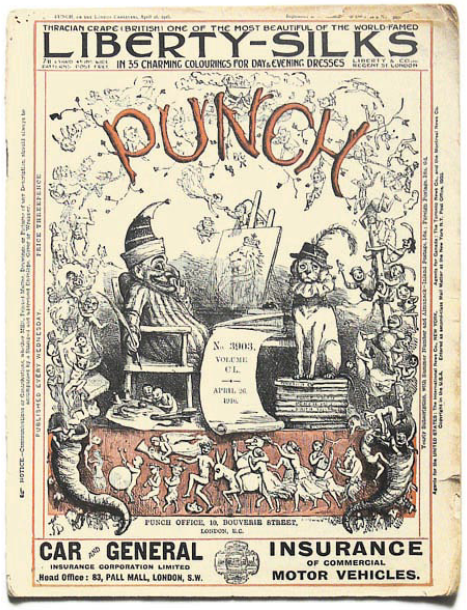
Cover van Punch, met Doyles RD initialen linksonder
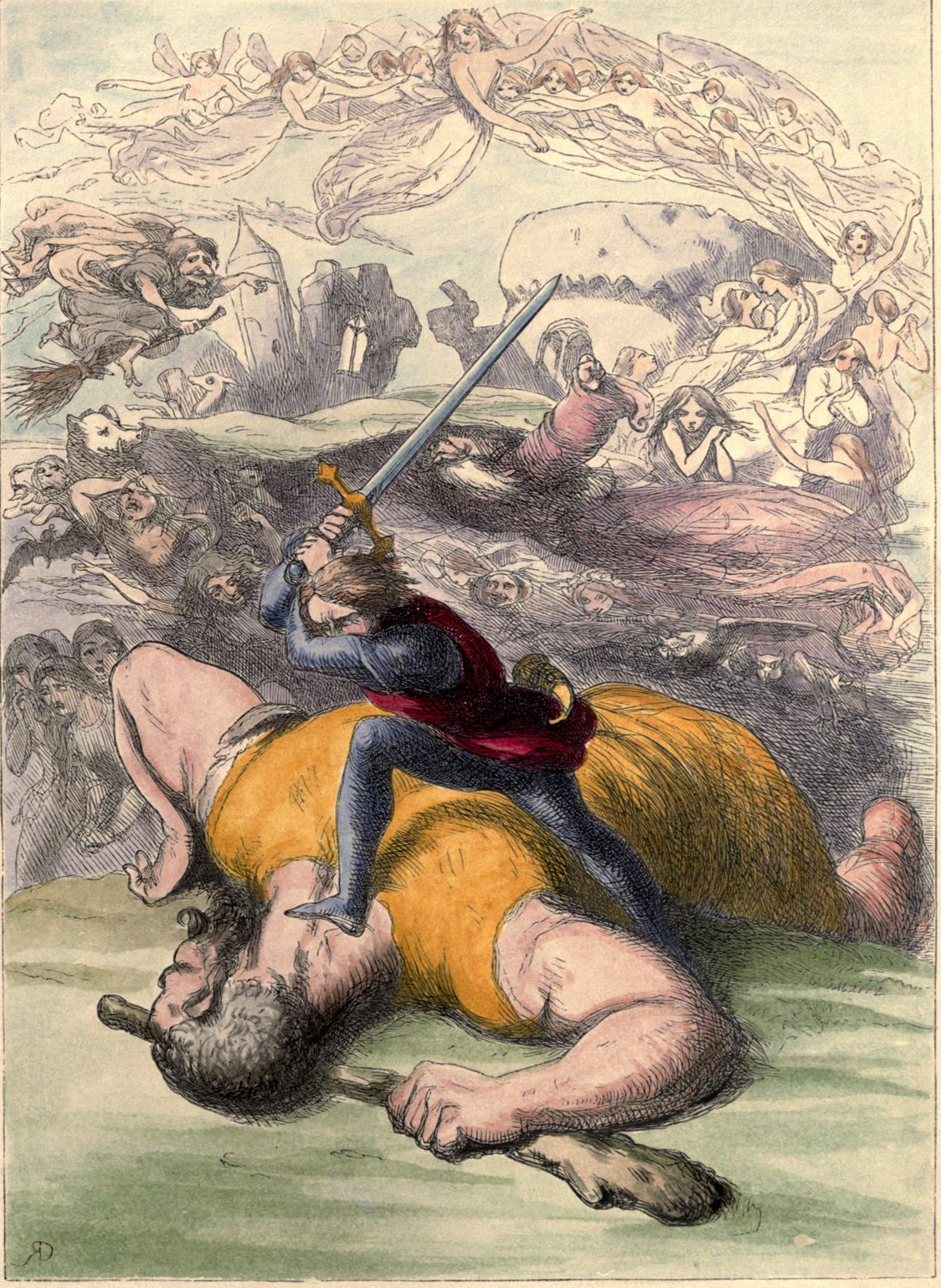
Uit: Jack and the Giants
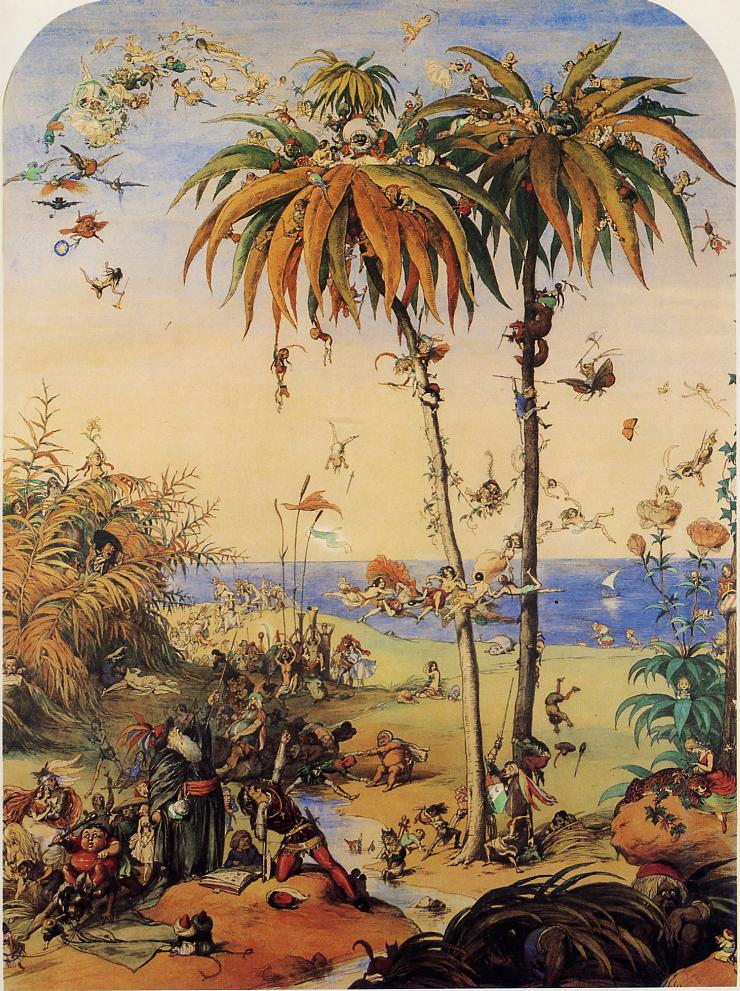
The enchanted fairy tree
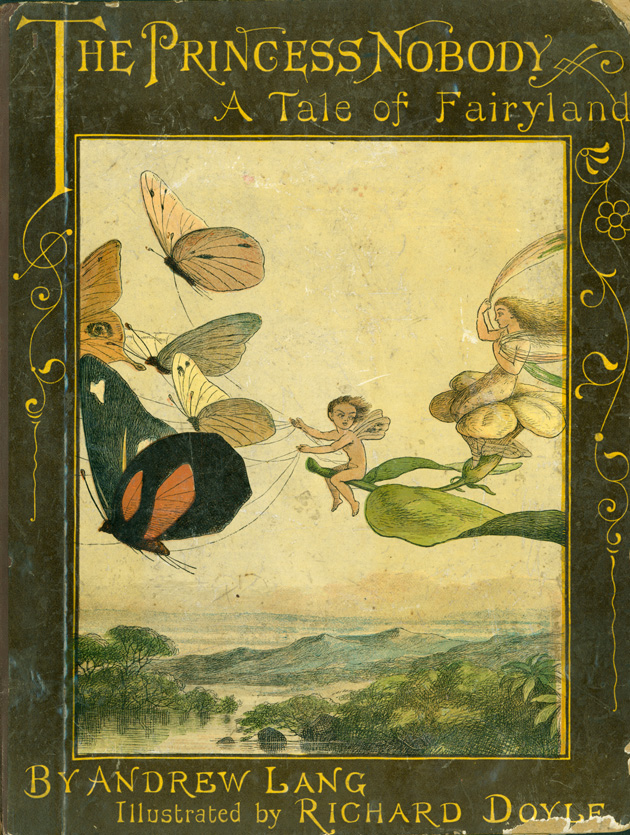
Omslag van Princess Nobody - a tale of fairy land
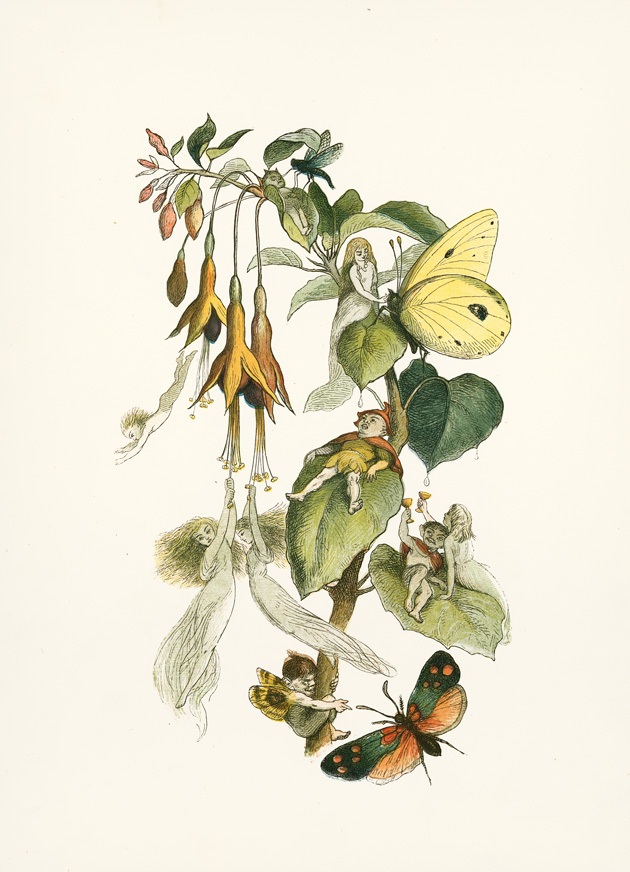
Uit: Princess Nobody - a tale of fairy land
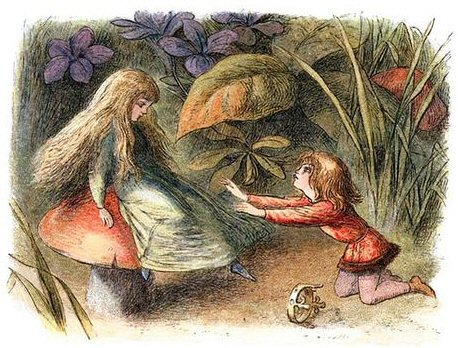
Uit: Princess Nobody - a tale of fairy land
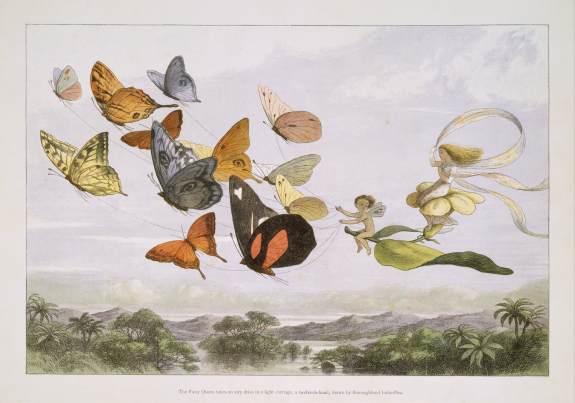
Uit: From 'In Fairyland: a series of pictures from the Elf World'
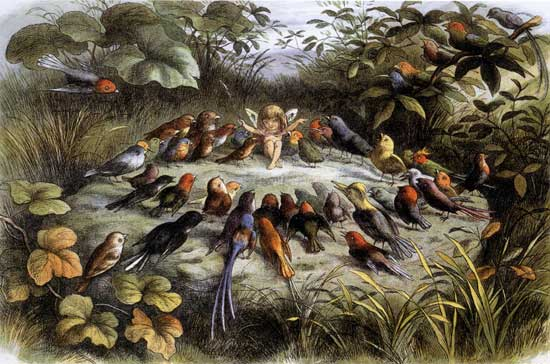
Teaching the birds to sing. Uit: From 'In Fairyland: a series of pictures from the Elf World'
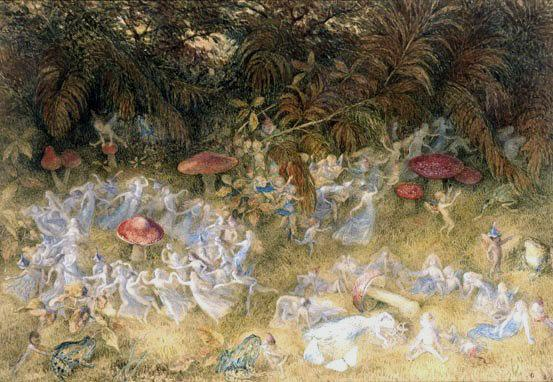
Fairy Rings and Toadstools
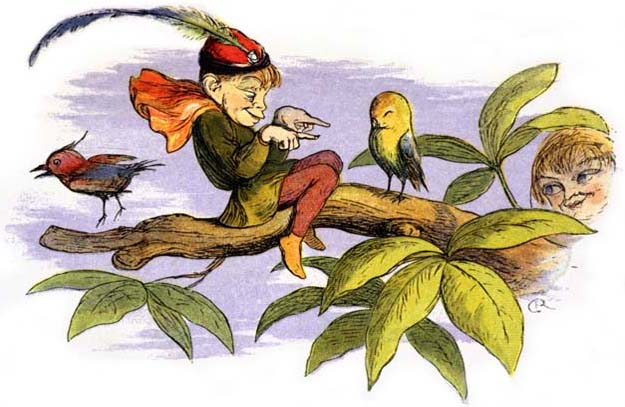
Poor little birdie teased

## Noot
1. ↑  Ontleend aan: Richard Dalby, The Golden Age of Children's Book Illustration, 1991 p. 12

- Biblioteca Nacional de España: XX1159480
- Bibliothèque nationale de France: cb126027884 (data)
- Catàleg d'autoritats de noms i títols de Catalunya: 981058511655206706
- Gemeinsame Normdatei: 118680609
- International Standard Name Identifier: 0000 0001 1025 8791
- Library of Congress Control Number: n79071133
- MusicBrainz: af17bd0b-43dd-415d-a656-df5f49918df8
- Nationale bibliotheek van Australië: 35044189
- Nationale Bibliotheek van Israël: 987007270950905171
- Nationale Bibliotheek van Polen: a0000002037081
- Nederlandse Thesaurus van Auteursnamen: 067929885
- RKD-Nederlands Instituut voor Kunstgeschiedenis: 24115
- Istituto Centrale per il Catalogo Unico: UBOV959385
- SNAC: w6gm8sm0
- Système universitaire de documentation: 035274298
- Trove: 810430
- Union List of Artist Names: 500027440
- Virtual International Authority File: 44418470
- WorldCat: E39PBJyGV6jrGc4gwwy3K8vWDq